# Afrotis afraoides
El sisón negro aliclaro (Afrotis afraoides) es una especie de ave de la familia de los sisones Otididae. Su rango abarca Angola, Botsuana, Lesoto, Namibia, y Sudáfrica. Su hábitat abarca pastizales abiertos y zonas de matorrales.